# Marola

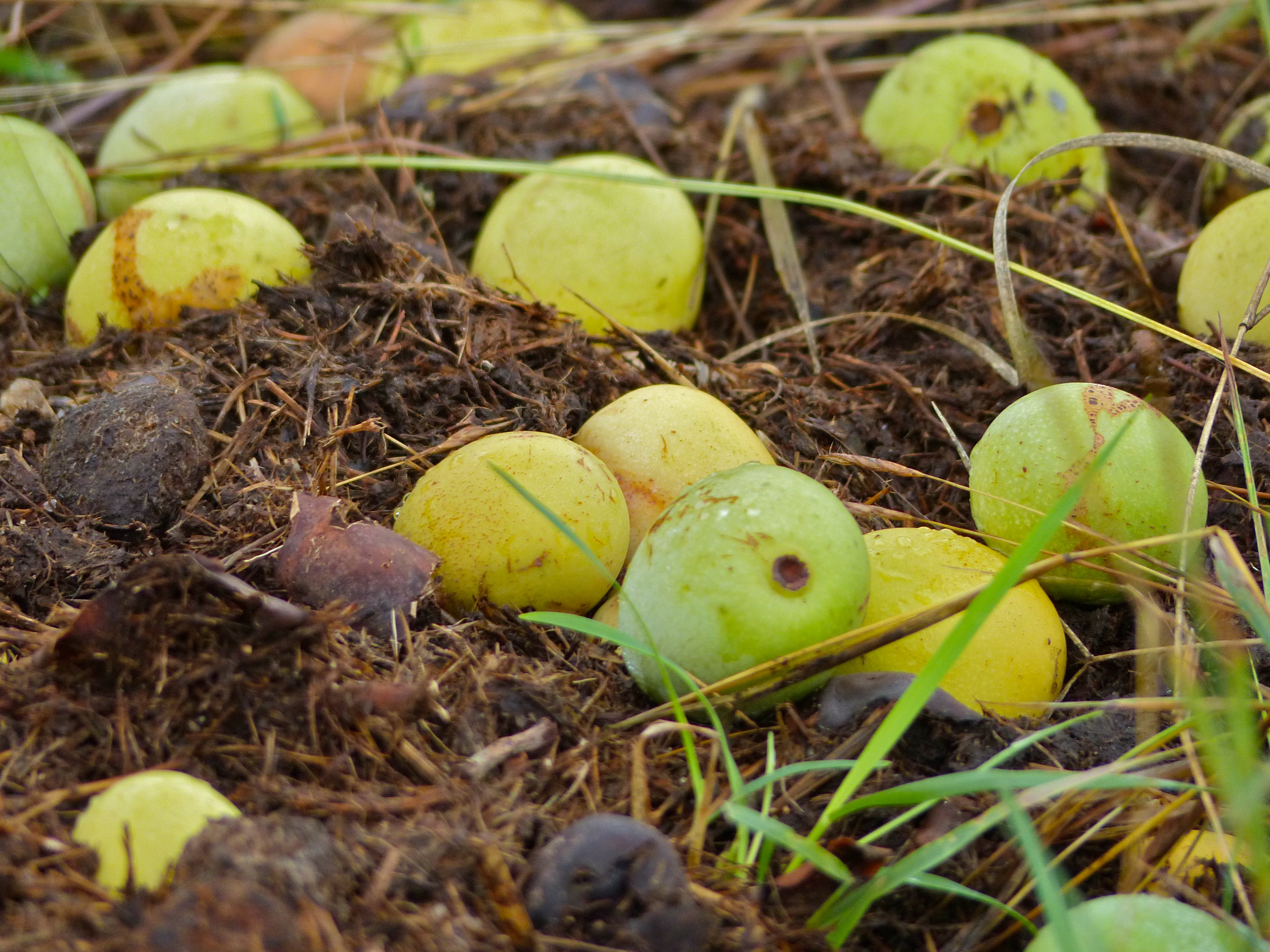
Opadané plody maroly Sclerocarya birrea

Marola (Sclerocarya), česky též marula, je rod rostlin z čeledi ledvinovníkovité. Zahrnuje pouze dva druhy, omezené svým výskytem na tropickou subsaharskou Afriku. Jsou to opadavé stromy se střídavými zpeřenými listy a drobnými květy s větším počtem tyčinek. Plodem je peckovice s dužnatým oplodím.
Druh Sclerocarya birrea, široce rozšířený v sezónně suchých oblastech subsaharské Afriky, poskytuje domorodcům mnohostranný užitek. Plody jsou využívány jako ovoce a také poskytují potravu množství různých divokých zvířat. Slouží také k výrobě likéru, Amarula Cream. Rostlina má význam i v domorodé medicíně a kůra slouží k výrobě provazů.

## Popis
Oba druhy maroly jsou dvoudomé, opadavé stromy. Listy jsou střídavé, lichozpeřené nebo výjimečně jednolisté, řapíkaté, složené z téměř nebo zcela vstřícných, řapíčkatých lístků. Květy jsou jednopohlavné, stopkaté, čtyř nebo pětičetné, stopka není článkovaná. Květenství jsou vrcholová a/nebo úžlabní. Samčí květy jsou uspořádány ve stopkatých hroznech, zatímco samičí květenství je často redukováno jen na jediný květ. Kalich je žlutý až červený, koruna žlutá, purpurově růžová až červená. Tyčinek je obvykle 15 až 25 a mají šídlovité nitky. V samičích květech jsou přítomna sterilní staminodia. Semeník je srostlý ze 2 (1-4) plodolistů. Blizna je hlavatá. Plodem je žlutá až oranžová, obvejcovitě kulovitá peckovice. Plody mají dužnatý mezokarp a tvrdý endokarp (pecku). Semena jsou zploštělá.

## Rozšíření
Rod marola obsahuje pouze dva druhy, rozšířené v tropické Africe. Druh Sclerocarya birrea je široce rozšířený v tropické subsaharské Africe od zemí Sahelu na jih až po Namibii a severovýchod Jihoafrické republiky a vyskytuje se i na Madagaskaru. Druh Sclerocarya gillettii je naproti tomu endemit severní a východní Keni.
Sclerocarya birrea se vyskytuje v tropických a subtropických oblastech s výrazným střídáním období sucha a dešťů jako součást vegetace savan, stromových savan a řídkých opadavých i stálezelených lesů. Zpravidla roste spíše rozptýleně a nevytváří porosty. Roste v nižších polohách v nadmořských výškách převážně do 1600 metrů. Chybí ve vlhkých oblastech tropických deštných lesů okolí Guinejského zálivu a středozápadní tropické Afriky. V jižní subtropické části areálu je v období sucha v bezlistém stavu schopna přečkat i slabší mráz. Vyhledává hlubší, dobře propustné, nezamokřené půdy.

## Ekologické interakce
Květy maroly poskytují pyl i nektar a přitahují širokou paletu různého létajícího hmyzu. Hlavními opylovači jsou včely.
Na marole se živí housenky řady afrických nočních motýlů zejména z čeledí bourovcovití (Lasiocampidae), bekyňovití (Lymantriidae), můrovití (Noctuidae), martináčovití (Saturniidae) a lišajovití (Sphingidae). Z martináčů jsou to jmenovitě druhy Argema besanti, Argema mimosae, Gonimbrasia belina (známý "mopanový červ", žijící zejména na mopanu), Urota sinope a Usta terpsichore, z lišajů Batocnema africanus a Falcatula falcata. Listy žere také pohledná mandelinka Polyclada flexuosa.
Na marole parazitují poloparazitické keře z čeledi ochmetovité. V jižních oblastech Afriky jsou to druhy Agelanthus prunifolius, Erianthemum dregei, Helixanthera garciana, Pedistylis galpinii a Tapinanthus globiferus. V Transvaalu a přilehlých oblastech na nich roste obligátní poloparazit Agelanthus crassifolius, který dosud nebyl na jiné dřevině zjištěn. Ve dřevě vrtají různí dřevokazní brouci, mezi jinými tesaříci (Cordylomera schoenherri, Plocaederus frenatus, Xystrocera, Lasiopezus josephus, Lasiopezus longimanus, Aulacopus natalensis) a krasci (Evides gambiensis, Sphenoptera maculata).
Plody maroly poskytují potravu mnohým africkým zvířatům, která konzumují zejména dužninu. Větší savci se podílejí i na šíření semen. V oblastech s větším zastoupením velkých býložravců dosáhnou do korun stromů jen nejvyšší z nich, tedy žirafy a sloni, zatímco menší druhy (impaly, chocholatky, kozy) se musí spokojit s opadem. Někteří obratlovci, např. papoušek žlutotemenný, jsou schopni otevřít tvrdou pecku a mohou konzumovat i výživná semena.

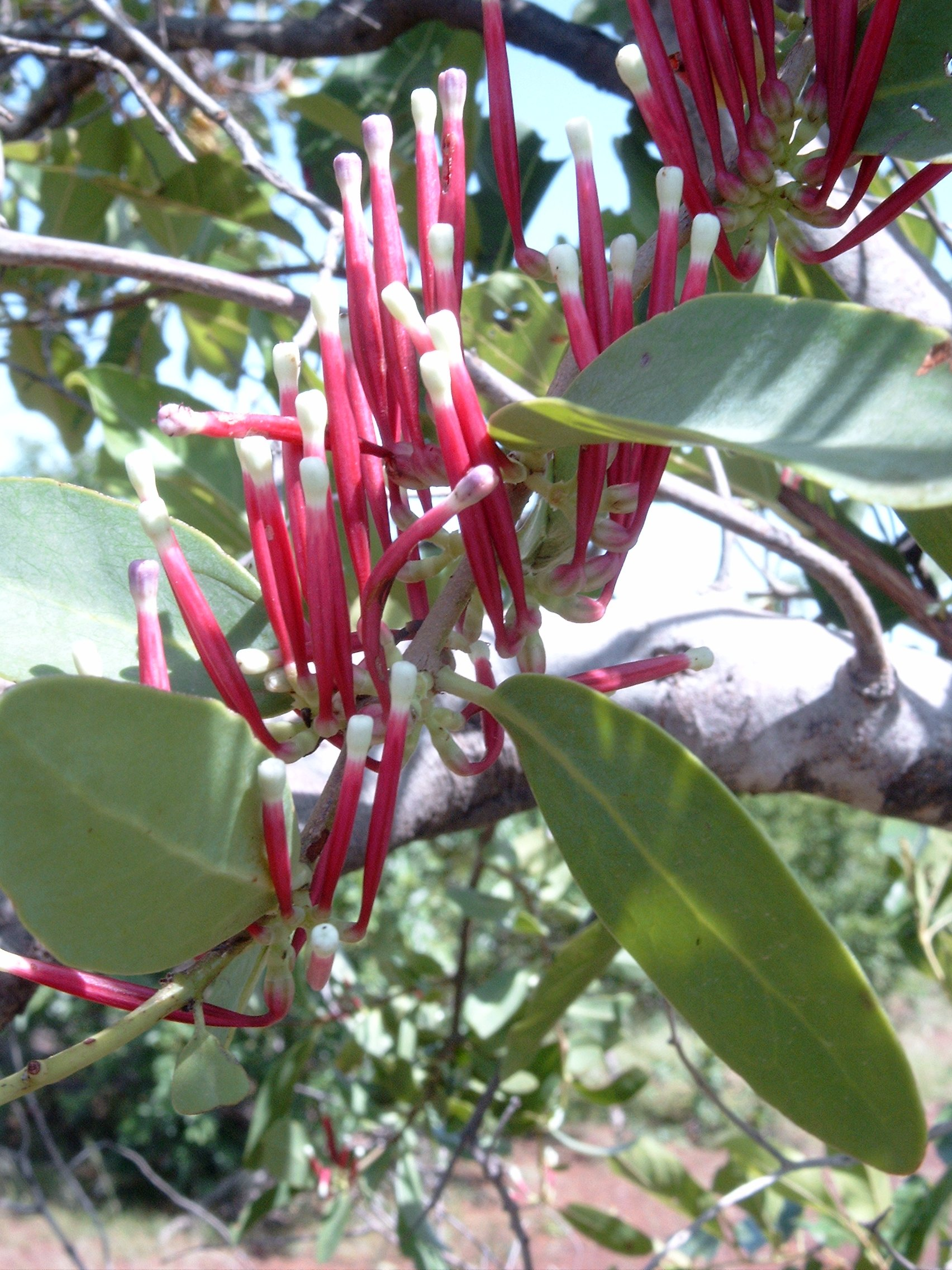
Poloparazitický keř Tapinanthus globiferus
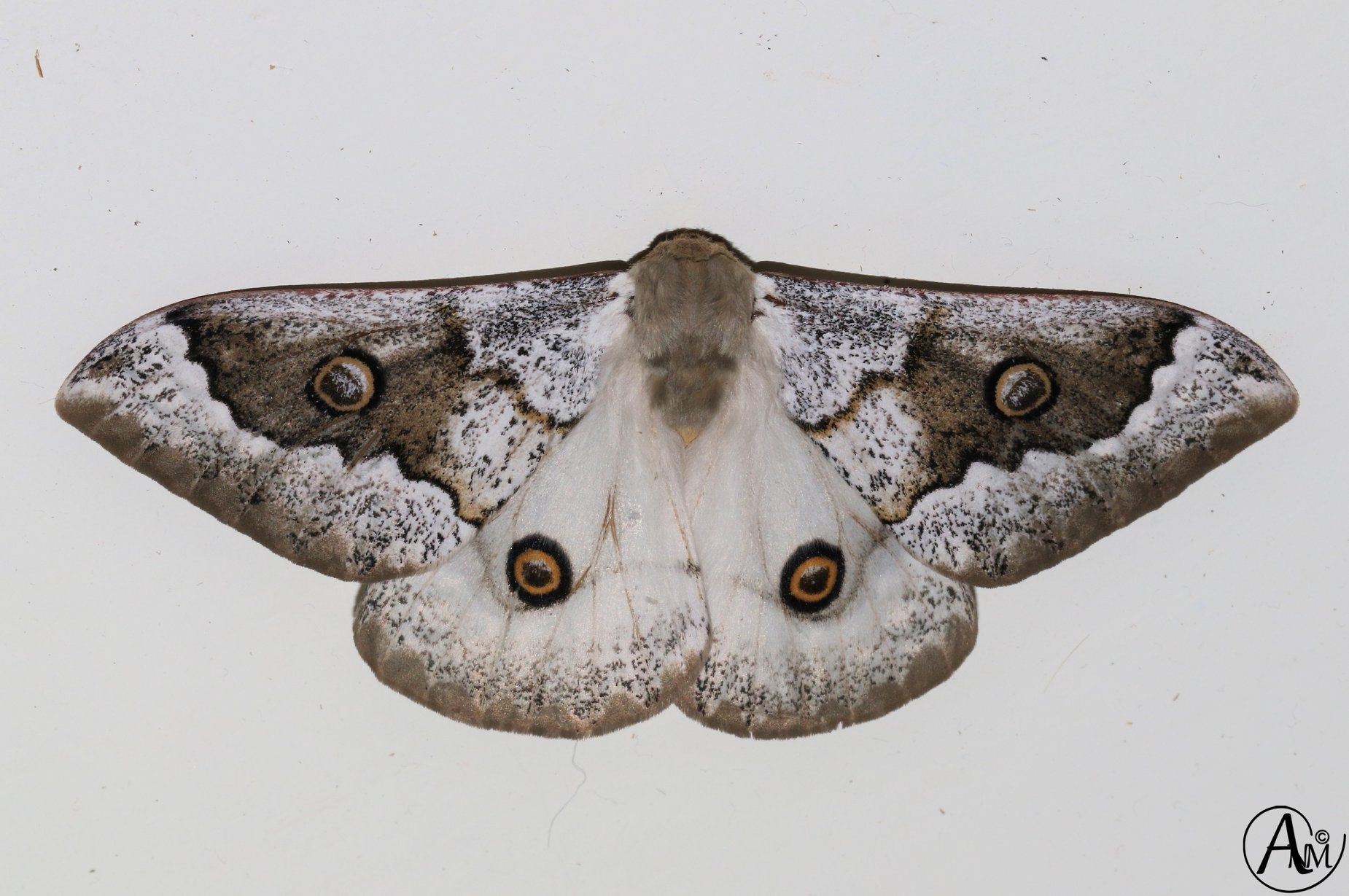
Martináč Usta terpsichore
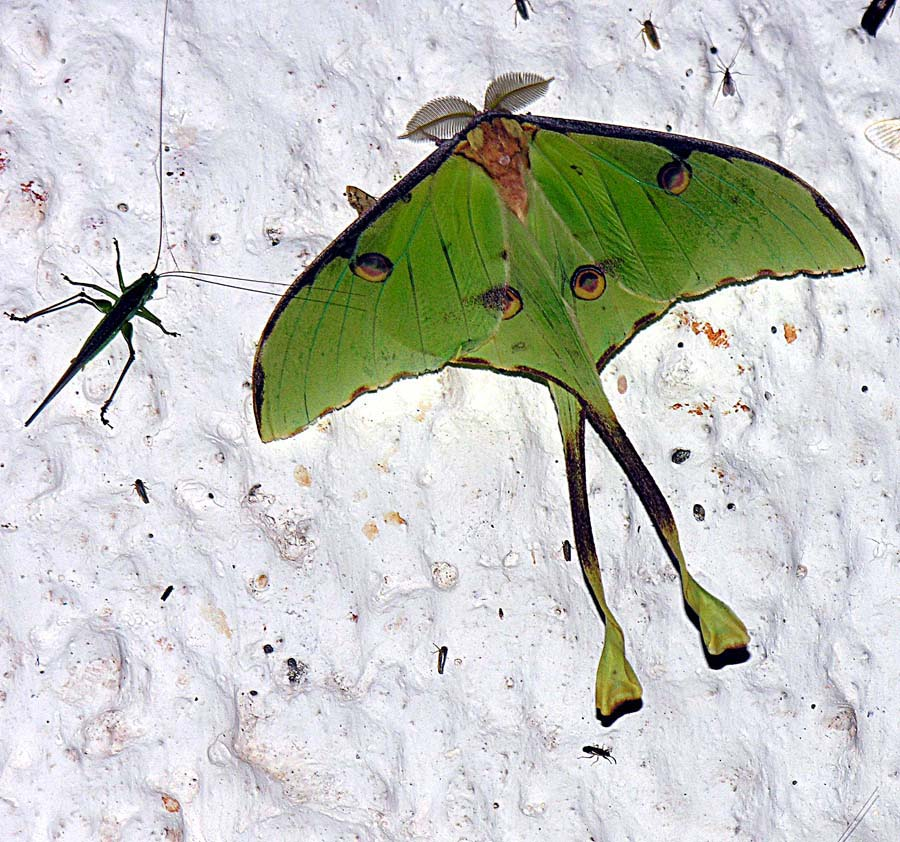
Martináč Argema mimosae
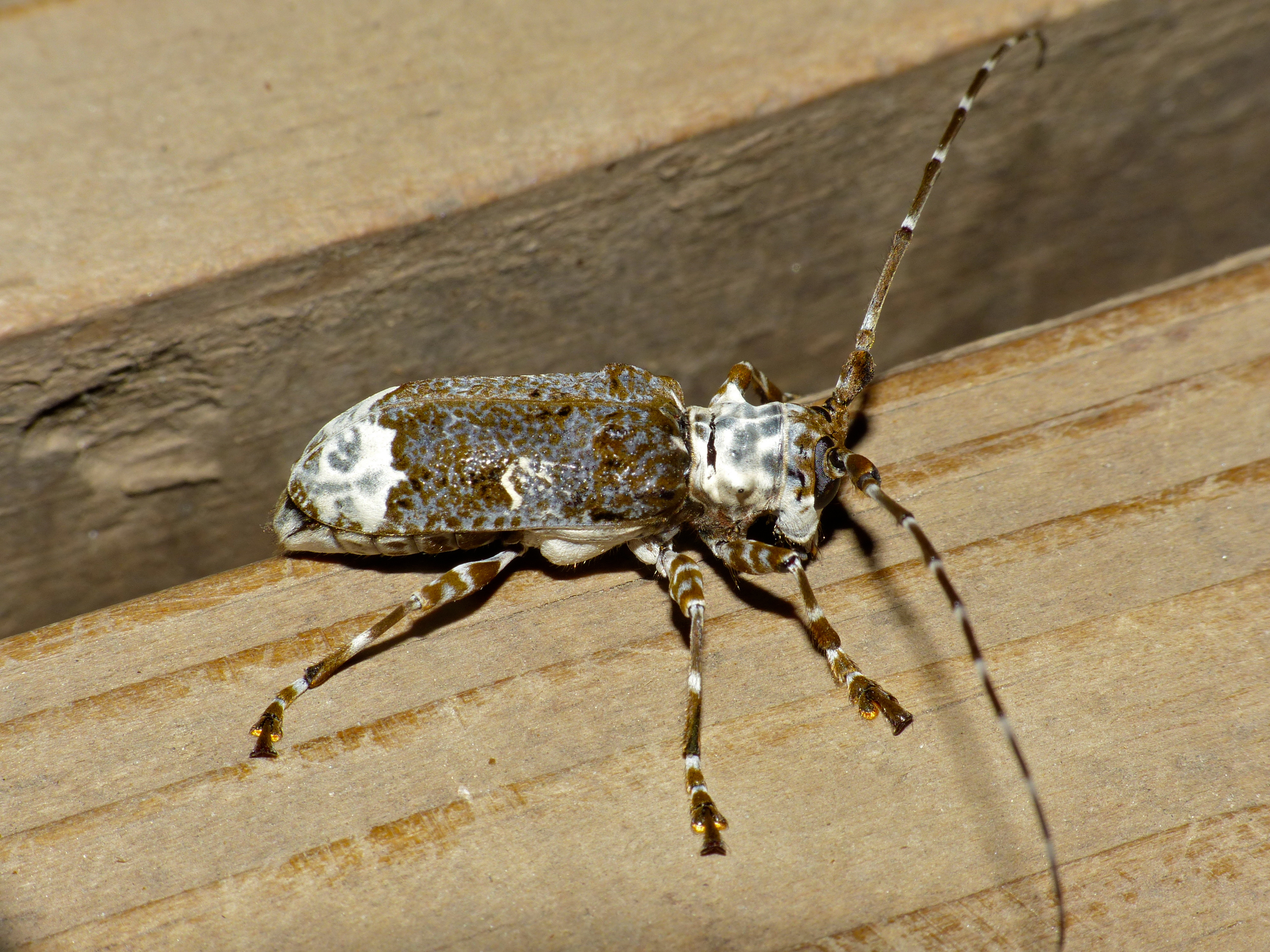
Tesařík Lasiopezus longimanus

## Prehistorie
Na Sardinii bylo v uloženinách spodně miocenního stáří nalezeno prokřemenělé fosilní dřevo, jehož struktura je velmi podobná jako u dnešní maroly Sclerocarya birrea. Druh byl nazván †Sclerocaryoxylon chiarugii a dosahuje stáří asi 10-15 miliónů let.

## Taxonomie
Rod Sclerocrya je v rámci čeledi Anacardiaceae řazen do podčeledi Spondioideae a tribu Spondiadeae.
Druh Sclerocarya birrea je členěn do tří poddruhů. Poddruh S. birrea subsp. birrea se vyskytuje v severní a západní části subsaharské Afriky, zatímco poddruh S. birrea subsp. caffra (někdy rozlišovaný i jako samostatný druh S. caffra) v jižní části areálu. V nevelké oblasti, kde se areály obou taxonů překrývají, je rozlišován ještě poddruh S. birrea subsp. multifoliata.

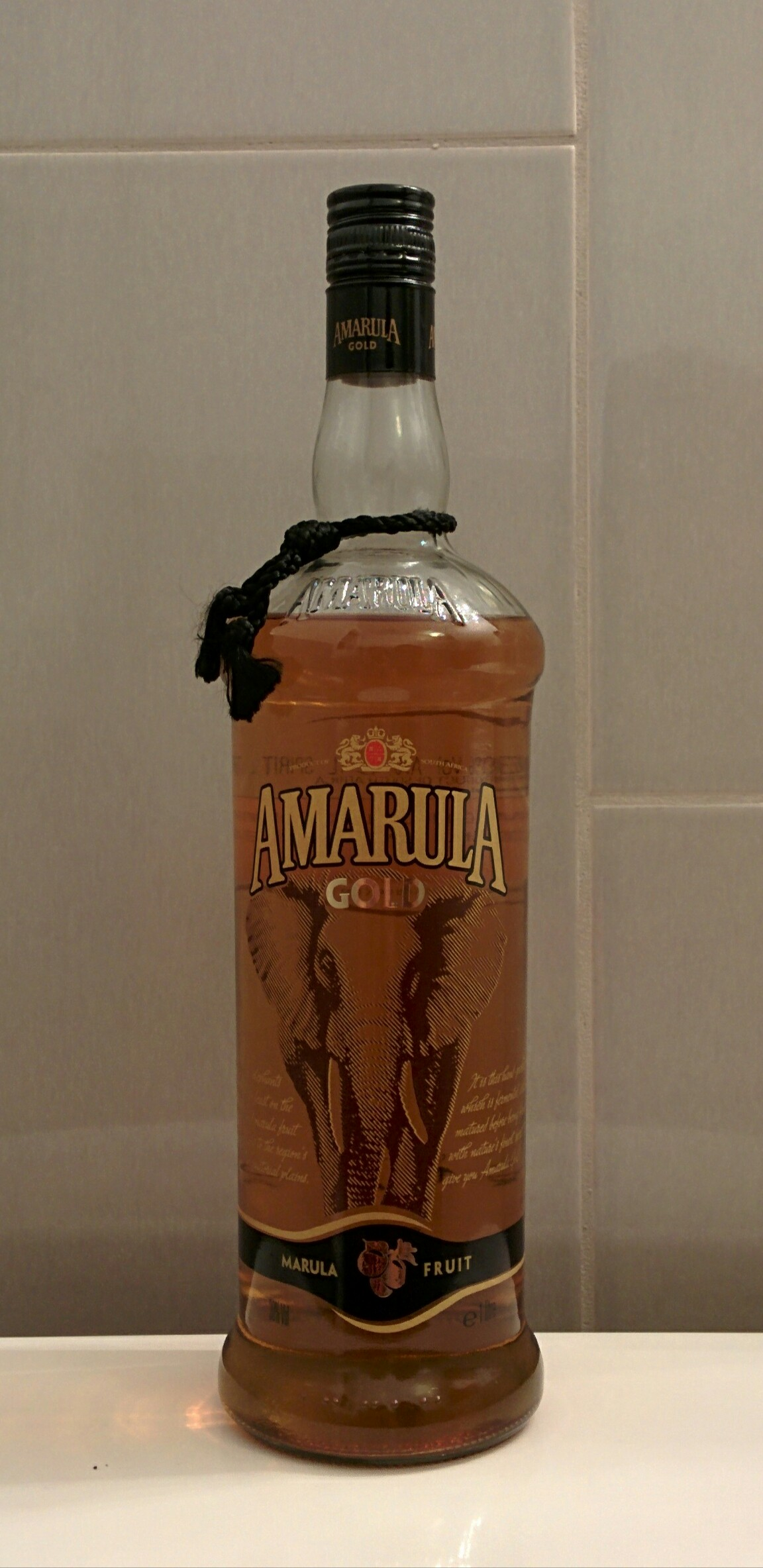
Likér Amarula Gold z plodů maroly

## Význam
Sclerocarya birrea má v oblasti svého výskytu mnohostranné domorodé využití. Plody jsou jedlé a chutné. Slouží k přímé konzumaci nebo k výrobě různých džemů a želé. Ve Svazijsku se z dužniny plodů tradičně vyrábí alkoholický nápoj podobný cidru. Jedlá jsou i semena, z nichž je získáván i olej podobný oleji olivovému. Některé části rostliny jsou využívány v domorodé medicíně k léčení průjmů, úplavice a revmatismu a jako profylaxe proti malárii. Ze dřeva jsou v jižní Africe vyráběny domácí nádoby a z kmenů dlabané lodě. Vláknitá vrstva kůry slouží k výrobě provazů. V poslední době je z afrických zemí vyvážen likér, vyráběný z plodů maroly a pojmenovaný Amarula Cream. Rostlina tak získala větší ekonomický význam.